# 안나 레스피기
안나 레스피기(アンナ・レスピーギ)는 《파이팅! 대운동회》의 등장인물이다.

## 성우
야지마 아키코 / 기경옥(SBS) / 류점희(OVA)

## 프로필
4982년 8월 7일에 태어남. 대운동회 예선전에서 아카리, 크리스와 같은 팀이 되어 활약한다. 성격이 워낙 내성적이라서 실력이 딸리지만 각 팀의 데이터 분석, 정보를 얻어 작전을 짜는 분석파. TV판에서는 누구에게나 존댓말을 사용한다. 사실 그는 운동보다는 요리를 잘하지만 어머니가 미도 토모에를 동경하고 대학위성의 팬이라서 대학위성에 보내게 되었다. 대학위성에 오기 전에 쌍둥이 자매인 에레인과 테니스 대결도중에 실수로 테니스 라켓을 머리에 맞추는 바람에 식물인간으로 만들어 버린 아픈 과거가 있어서 트라우마가 되어 괴로워했다. 본선 1회전에서 미란다에게 패배하고 폭행당하여 의무실에 입원한다. 나중에 다시 회복하고 초운동회 편에서 후보 선수들의 식사를 차려준다. OVA판에서도 미란다에게 폭행당하고 아카리, 크리스와 같은 팀이 되는 설정은 같지만, 3화에서 함께 목욕하다가 여장남자라는 충격적인 진실이 밝혀져 남자 대학위성으로 보내진다. 역시 어머니가 대학위성의 열혈 팬이라서 아들인 안나를 여자로 교육시켜 보낸것이다. 4화에 칠석제에서 남자 학교 대표선수로 등장해 세번째 시합에서 아카리와 대결하지만 패배한다.